# Latinca Sándor
Latinca Sándor (néhol Latinka, Arad, 1886. április 5. – Kaposvár, 1919. szeptember 17.) politikus.

## Élete
Önerejéből mint lakatossegéd elvégezte a középiskolát és 1909-ben Budapesten műszaki rajzoló lett. Egy évet töltött Párizsban (1909), ahol megismerkedett a szocializmus eszméivel. Hazatérte után 1910-ben belépett az SZDP-be, majd kapcsolatba került a galileista háborúellenes mozgalommal. Az első világháborúban az olasz és az ukrán fronton szolgált.
Az őszirózsás forradalom után a Földmunkások Országos Szövetsége szervezőtitkára lett, Nyisztor György munkatársa. 1918 decemberében az SZDP Somogy vármegyébe küldte a földmunkásmozgalom megfékezésére, de Latinka Sándor a földfoglaló mozgalom élére állt. 1919 februárjában a kaposvári munkástanács kezdeményezése alapján birtokba vette az Esterházy hercegi hitbizomány 44 000 holdas Somogy vármegyei birtokát, és megalakította az ország első mezőgazdasági termelőszövetkezetét.
1919. március 10-én, a Magyarországi Tanácsköztársaság kikiáltása előtt megalakult háromtagú megyei direktórium tagja, megalakította az országban egyetlen megyei Népgazdasági Tanácsot, amelynek irányításával többek között megkezdődött Budapestre az élelmiszerszállítás.
A kommün bukása után augusztus 12-én letartóztatták, majd a Prónay-különítményből és a helybeli fehértisztekből álló tiszti csoport szeptember 16-án éjjel a kaposvári fogházból négy társával (Szalma István, Tóth Lajos, Lewin Samu, Farkas János) elhurcolta, és a város határában levő Nádasdi-erdőben kivégezte.

## Művei
- Háború az uszító sajtó ellen; Pallas, Budapest, 1918
- Latinca-dokumentumok; összeállította: Kávássy Sándor; in: Acta Academiae Paedagogicae Agriensis. N.S. Tom. 12.; Ho Si Minh Tanárképző Főiskola, Eger, 1974; 301-323. old. (Az egri Ho Si Minh Tanárképző Főiskola füzetei)
- Latinca Sándor (1886–1919) válogatott írásai; összeállította, bevezette: Kávássy Sándor; Somogy megyei Ny., Kaposvár 1969 (Somogyi almanach)

## Emlékezete

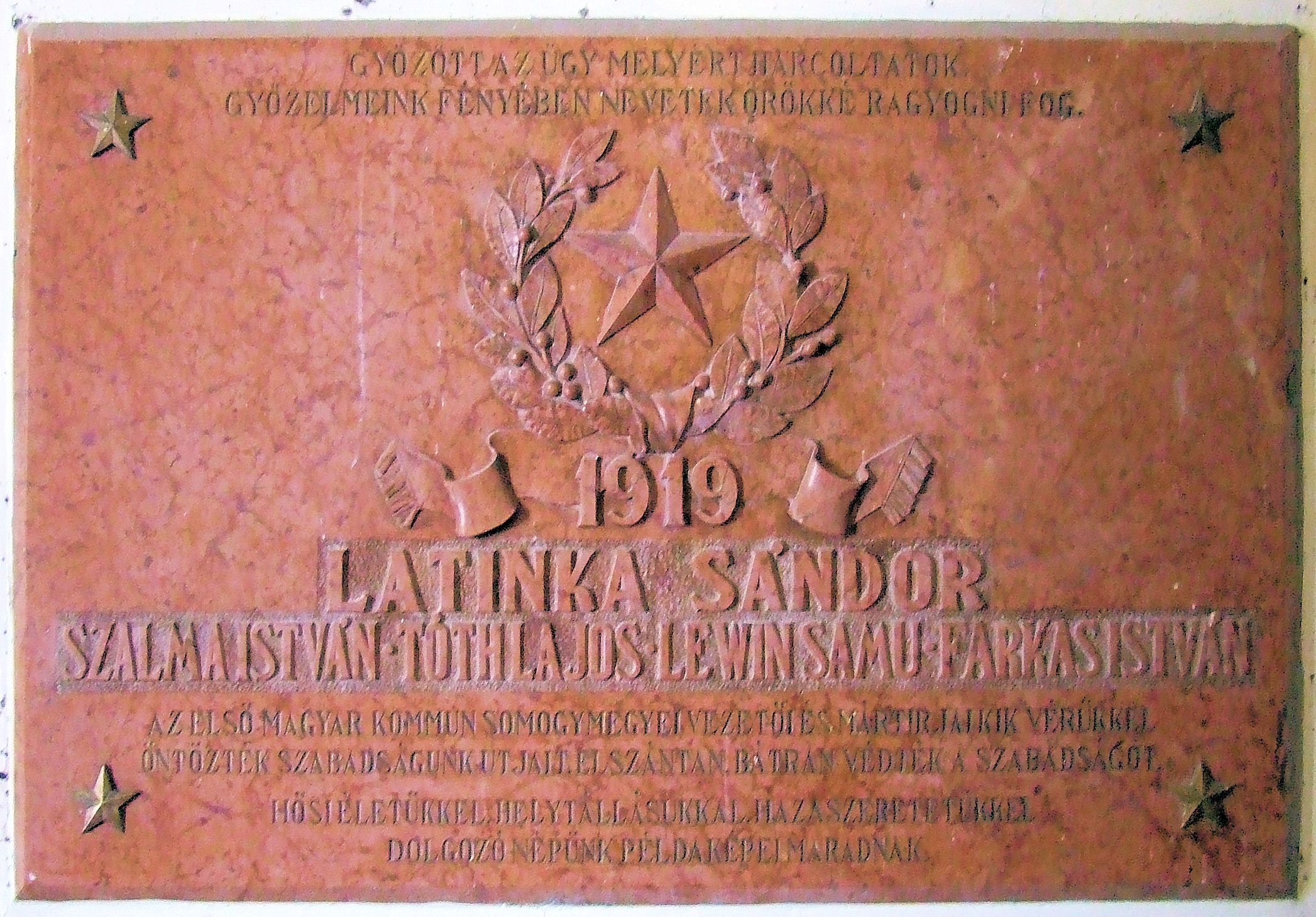
Emléktáblája a kaposvári Rippl-Rónai Múzeum előcsarnokában

- A Magyar Népköztársaság idején számos utcát, közteret (például Budapest XI. kerületében és Tabon) neveztek el róla (hol Latinka, hol pedig Latinca írásmóddal), amelyek egy része még ma is viseli a nevét.
- A szombathelyi Gépipari és Informatikai Műszaki Szakközépiskola 1955. november 1-je és 1991 között viselte a nevét.
- Életéről „Latinka ballada” címmel egy diafilm is készült.
- Budapest XIX. kerületében, a Kossuth téren egy 1984-ben készült, réz szobor, Kalló Viktor alkotása.
- Kaposváron további két szobor őrizte emlékét. Ezek egyikének alkotója Konyorcsik János volt 1970 körül (szintén rézből, 1990 után lebontották), a másik pedig Ispánki József 1955-ös bronz mellszobra, amely ma is megtekinthető a Rippl-Rónai Múzeumban.

### Könyvek
- Kubinyi Ferenc: Siratni csak hazát lehet. Latinka Sándor életének regénye
- Hamburger Jenő: Latinka ballada
- Latinka Sándor harctéri feljegyzései. (1916–1918.) Összeáll. Szabó Gyula. – 1959. 2. sz. 253–259. p
- Kávássy Sándor: Latinca Sándor (Értekezések a történeti tudományok köréből 71.) Bp.. Akadémiai Kiadó, 1973.
- Csontos Gábor: Latinka (dráma – bemutatta a kaposvári Csiky Gergely Színház 1969-ben)